# María Fernanda Campo
María Fernanda Campo Saavedra (Buga, Valle del Cauca) es una ingeniera industrial y política colombiana. Fue ministra de Educación de Colombia entre 2010 y 2014. También se ha desempeñado como presidenta de la Cámara de Comercio de Bogotá y alcaldesa interina de la misma ciudad.

## Biografía
María Fernanda Campo estudió su secundaria en el Liceo los Andes de Buga, posteriormente ingresó a la Universidad de los Andes en donde obtuvo el título de ingeniera industrial y en la American University de Estados Unidos en donde realizó una maestría en finanzas.
En 1996 asumió el cargo de vicepresidenta ejecutiva de la Cámara de Comercio de Bogotá y entre 2001 y 2010 se desempeñó como presidenta de la misma entidad, convirtiéndose en la primera mujer en ocupar dicha posición, desde este cargo lideró múltiples proyectos que contribuyeron al aumento de la competitividad de la capital colombiana.
Entre 1998 y 1999 se desempeñó como Viceministra de Relaciones Exteriores y consultora privada del sector financiero; asimismo ha ocupado altos cargos directivos en los sectores de la banca de inversión y financiero.
El 26 de julio de 2010 fue designada por el entonces presidente electo Juan Manuel Santos como Ministra de Educación, cargo que ocupó desde el 7 de agosto de 2010. Mientras se desempeñaba en la cartera de educación, ocupó con carácter de interinidad el cargo de alcaldesa de Bogotá, entre los días 3 de mayo y 8 de junio de 2011, en reemplazo del alcalde Samuel Moreno, suspendido por la Procuraduría. Su gestión al frente de la ciudad provocó gran malestar entre directivas y militantes del Polo Democrático Alternativo, quienes se opusieron a que Campos inaugurara obras, como el Portal 20 de Julio, construidas en la administración del exmilitante de ese partido Samuel Moreno; además durante el mes de su administración, la Alcaldía presentó ante el Concejo de Bogotá el proyecto de Acuerdo para la privatización de la Empresa de Telecomunicaciones de Bogotá (ETB), lo que hizo a Campo objeto de críticas de amplios sectores de la ciudad; el proyecto de Acuerdo fue, finalmente, hundido en el Concejo.

## Ministra de Educación
Al asumir su cargo como ministra de educación Campo dijo que daría prioridad al fortalecimiento de la calidad, la formación técnica y tecnológica y la articulación con la educación media. Su gestión al frente de la cartera de educación ha sido ampliamente cuestionada desde un principio ya que Campo solo había ocupado cargos en el sector financiero y comercial y nunca se había desempeñado en gestión educativa.
Las críticas a su gestión se ahondaron debido al proyecto de ley que presentó al Congreso de la República, por medio del cual se pretende reformar la Ley 30 de 1992 que organiza la educación superior en el país. Inicialmente esta reforma abría las puertas del sistema de educación superior a la inversión privada con ánimo de lucro, sin embargo debido a las protestas estudiantiles y profesorales desatadas por la medida, el gobierno nacional retiró el artículo que planteaba esa posibilidad. Tras múltiples cuestionamientos a su gestión por parte de los diferentes gremios estudiantiles, ocupó la cartera del Ministerio de Educación hasta el 20 de agosto de 2014, fecha en la cual fue relevada por Gina Parody.

### Proyecto de reforma a la Ley 30 o de educación superior
A pesar de la insatisfacción de los rectores, profesores y estudiantes de universidades públicas y privadas sobre el articulado del Proyecto de Ley 112 de 2011, la ministra radicó el 3 de octubre de 2011 su proyecto de reforma en el Congreso de la República. Ante esta situación los estudiantes universitarios se declararon en paro indefinido y llevaron a cabo multitudinarias protestas en oposición al proyecto de ley, exigiendo que fuese retirado del congreso, que sus propuestas fueran escuchadas y se entablara una negociación real.
Los estudiantes argumentaron, entre otros puntos, que la reforma no garantizaba el derecho a la educación, puesto que no brindaba a las universidades los recursos necesarios para su funcionamiento y que, además, violaba el derecho constitucional a la autonomía universitaria ya que en su redacción no se tuvo en cuenta la opinión de la comunidad universitaria.
Frente a las fuertes críticas a la gestión de Campos, el 4 de noviembre de 2011 el senador por el Polo Democrático Alternativo, Camilo Romero pidió su renuncia del cargo de ministra de Educación, aduciendo que no representa los intereses de la comunidad universitaria.